# Forêt de Waipoua
La forêt de Waipoua (en anglais : Waipoua Forest) est une forêt néo-zélandaise, située dans la région de Northland sur l'île du Nord. Elle est notamment connue pour abriter deux Agathis australis géants : Tāne Mahuta et Te Matua Ngahere.

## Géographie

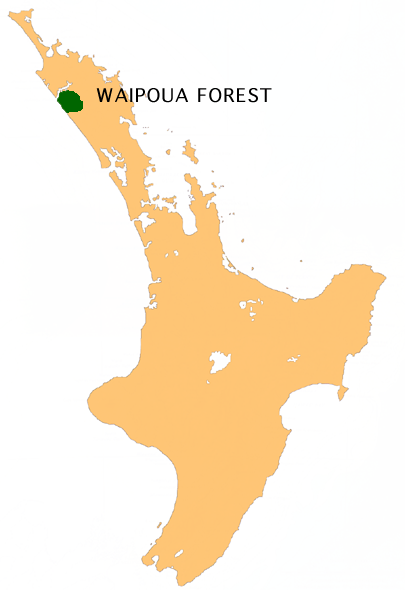
Carte de la forêt de Waipoua, sur l'île du Nord.

### Localisation
La forêt de Waipoua se trouve sur la côte ouest de la région de Northland, au nord de l'île du Nord, entre les villes de Dargaville et Omapere (en). Elle est accessible par la route SH12 (en), à 45 km au nord de Dargaville.
La forêt s'étend sur environ 12 000 hectares. Elle comprend de nombreux ruisseaux, tributaires des fleuves Wairau et Waipoua.

### Climat
La forêt de Waipoua fait partie de l'écorégion des forêts tempérées de kauris de l'île du Nord, qui accueille les forêts les plus chaudes de Nouvelle-Zélande. Sa position à proximité de la côte expose la forêt à d'importantes précipitations et, de février à octobre, à de la brume.
| Mois         | jan. | fév. | mars | avril | mai  | juin | jui. | août | sep. | oct. | nov. | déc. | année |
| ------------ | ---- | ---- | ---- | ----- | ---- | ---- | ---- | ---- | ---- | ---- | ---- | ---- | ----- |
| T. min. moy. | 13,1 | 13,4 | 12,9 | 10,7  | 8,5  | 7    | 5,9  | 6,6  | 7,7  | 8,9  | 10,3 | 11,7 | 9,7   |
| T. moy. (°C) | 18,1 | 18,5 | 17,8 | 15,5  | 13,2 | 11,4 | 10,4 | 11   | 12,1 | 13,4 | 15   | 16,6 | 14,4  |
| T. max. moy. | 23,2 | 23,6 | 22,7 | 20,3  | 17,8 | 15,8 | 15   | 15,4 | 16,4 | 17,9 | 19,7 | 21,6 | 19,1  |

## Histoire

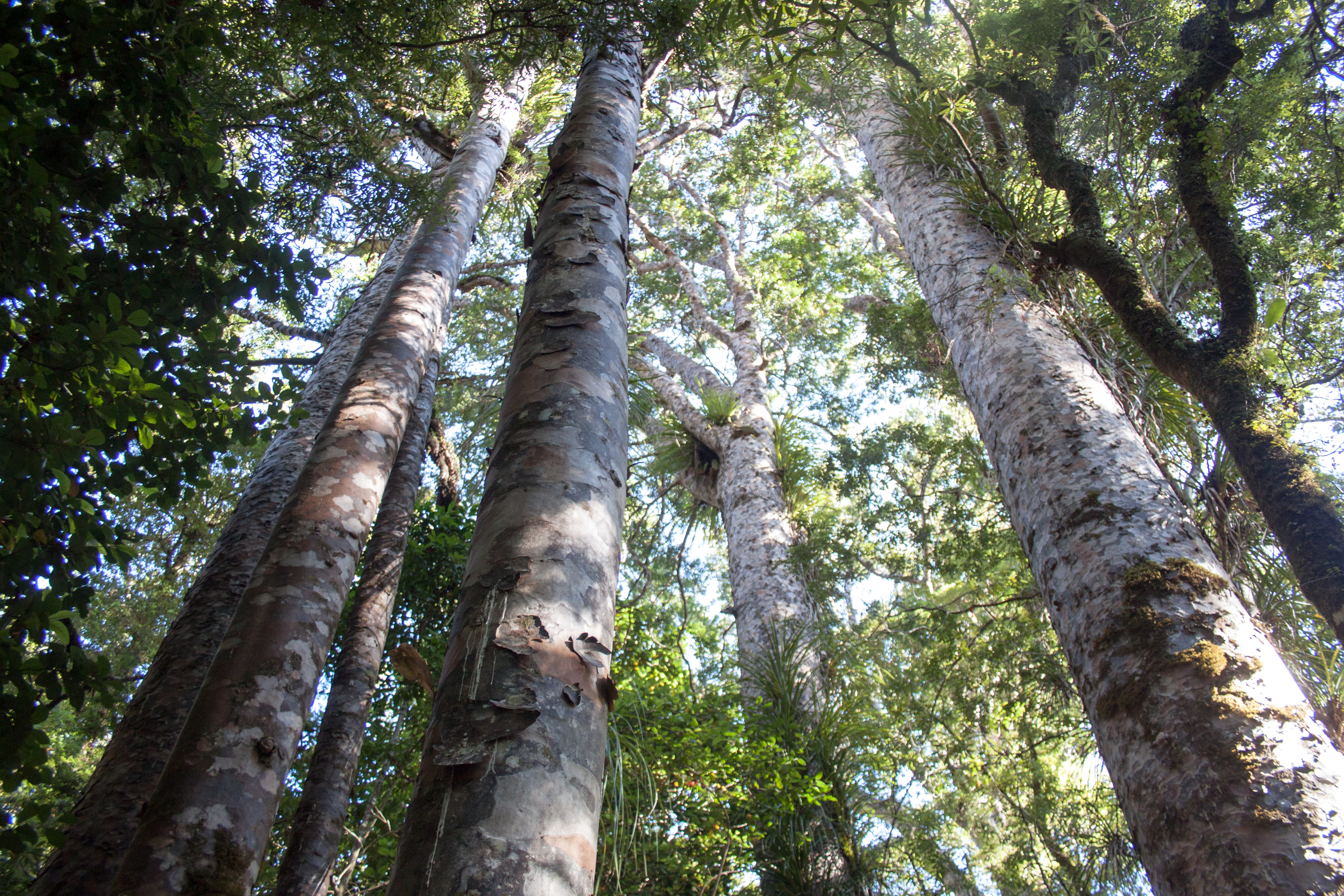
Des kauris dans la forêt de Waipoua.

En 1876, la Couronne achète le territoire de Waipoua à deux chefs Maoris,. Si environ 4 900 hectares restent la propriété de Maoris, la moitié de ces terres sont peu à peu acquises par des Pakeha au cours du XXe siècle. Waipoua signifie « la forêt où il pleut la nuit » en Maori de Nouvelle-Zélande.
À l'échelle de la Nouvelle-Zélande, les forêts de kauris sont peu à peu détruites, leur bois étant utilisé dans la construction et leur sève servant pour les peintures et vernis. Même si elle est mise à contribution pour la construction navale durant la Seconde Guerre mondiale, la forêt de Waipoua est plutôt épargnée par la déforestation de par son isolement. Elle est ainsi l'un des derniers vestiges des forêts primaires qui occupaient la Nouvelle-Zélande avant l'arrivée des Européens,, disparues à près de 97 % ou 99 %.
Dans les années 1940, le biologiste néo-zélandais William Roy McGregor (en) se bat contre l'exploitation de la forêt. En 1952, le sanctuaire de Waipoua est créée, protégeant 3 685 hectares. Au cours des années 1980, la gestion des forêts de la Couronne est confiée au ministère de la Conservation. Depuis 1999, le Waipoua Forest Trust mène des actions en faveur de la protection de la forêt, en y plantant notamment des kauris et du manuka.
Au XXIe siècle, le tourisme est important pour l'économie locale. La forêt de Waipoua accueille environ 250 000 visiteurs chaque année.

## Faune et flore

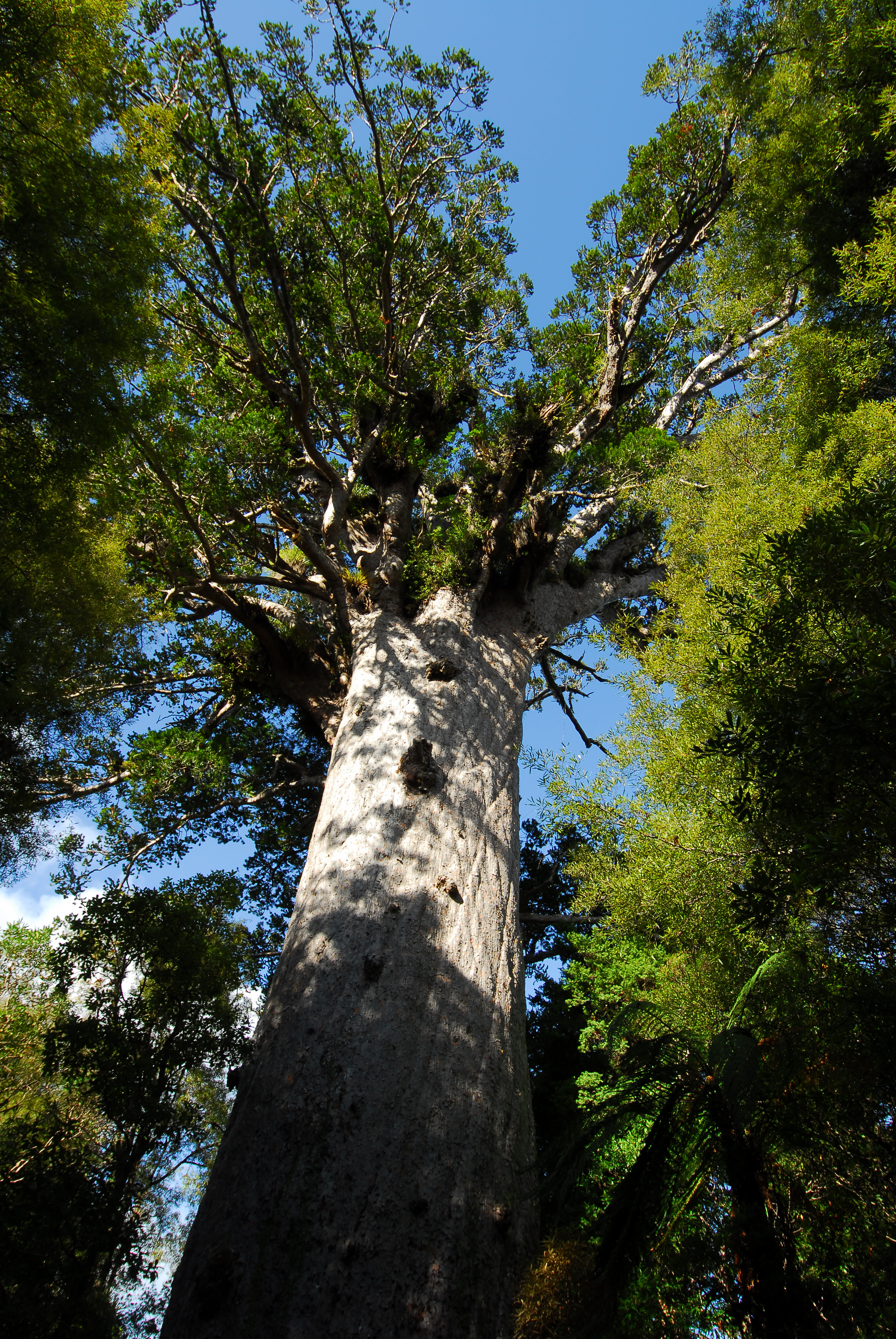
Le Tāne Mahuta, un kauri haut de plus de 50 mètres.

La forêt de Waipoua est réputée pour ses kauris (Agathis australis). Elle abrite notamment deux kauris géants et millénaires : Tāne Mahuta et Te Matua Ngahere. Les kauris de la région sont toutefois victimes de la maladie du dépérissement du kauri, provoquée par le pseudo-champignon Phytophthora agathidicida. La maladie n'a pas de remède connu. Des restrictions d'accès sont donc mises en place pour limiter la propagation du pseudo-champignon, qui se déplace grâce aux mouvements dans le sol (y compris les chaussures des touristes) et s'attaque aux racines des kauris,. Ainsi, près des trois-quarts de la forêt ne sont pas accessibles aux visiteurs.
La forêt compte plus de 300 espèces de plantes, parmi lesquelles le Beilschmiedia tarairi (en), le Beilschmiedia tawa et le Pterophylla sylvicola (en) sont les arbres les plus communs. Au niveau des arbustes et buissons,  le manuka (Leptospermum scoparium) et le dracophyllum (Dracophyllum lessonianum) sont particulièrement présents. Parmi les espèces considérées comme vulnérables ou menacées, on trouve dans la forêt de Waipoua les plantes autochtones suivantes : Brachyglottis kirkii (en), Kunzea ericoides, Lophomyrtus bullata (en), plusieurs espèces de Metrosideros (albiflora (en), carminea (en), diffusa (en), fulgens (en), perforata (en), robusta, umbellata), Neomyrtus pedunculata (en), Pentapogon micranthus, Solanum aviculare et Syzygium maire (en).

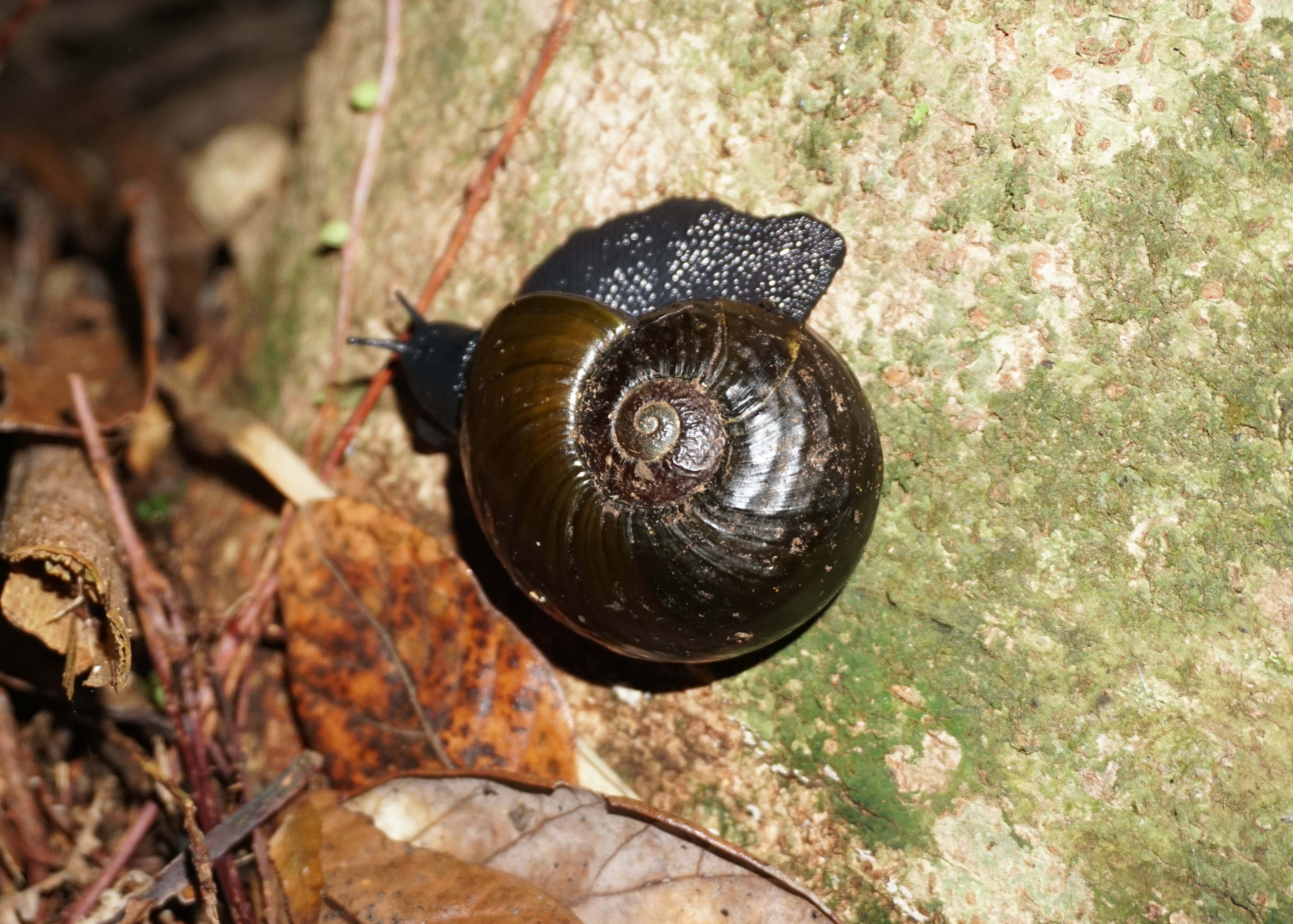
Un escargot des Kauris dans la forêt de Waipoua.

Plusieurs espèces protégées d'oiseaux vivent dans la forêt de Waipoua, en particulier le Carpophage de Nouvelle-Zélande, le Glaucope de Wilson et le Kiwi de Mantell,. L'escargot des Kauris (Paryphanta (en)) est également une espèce emblématique de cette forêt.
Depuis la fin des années 1980, le ministère de la Conservation déverse ponctuellement plusieurs tonnes de toxines dans la forêt pour protéger les espèces locales contre les rats, opossums et autres nuisibles. En effet, ces rongeurs peuvent s'attaquer aux arbres fragiles et sont friands des œufs d'espèces protégées.